# Aryaman
Aryaman (अर्यमन् en devanāgarī) est dans le Rigveda le dieu (deva) protecteur des Aryens et régisseur des règles de la société. 
Il figure en tant qu'Entité importante dans le Zoroastrisme.

## Fonctions
En sanskrit, Aryaman signifie un ami proche. Ce terme vient probablement de la racine indo-européenne *aryomen, que l'on retrouve dans le vieil irlandais Eremon (chef légendaire irlandais), ainsi que dans l'avestique Airyaman.
Dans son étude consacrée au dieu indo-iranien, Georges Dumézil conclut qu'Aryaman était le patron de la communauté qui se désigne comme Arya-. En tant que représentant collectif de l'Arya humain, il sert de lien entre eux et les divinités de la « première fonction », spécifiquement Mitra, dans les Vedas associés à l'hospitalité, aux cadeaux, au mariage et à tous les aspects de la solidarité communautaire. Dumézil a noté que dans la littérature sanskrite ultérieure, Aryaman est surtout connu comme le roi d'une catégorie d'ancêtres vaguement définie : les Pères (Pitarah). Bien que mentionné des centaines de fois dans le Rig-Véda, Aryaman y est une divinité mineure, et dans l'hindouisme ultérieur, il est encore moins important.
Il est décrit dans le Rig-Véda comme purujātá- « ayant une grande progéniture ». Une autre fonction d'Aryaman est la libre circulation des routes, avec des épithètes telles que átūrtapanthā « dont le chemin ne peut être coupé » et pururátha « ayant de nombreux chars ».
Selon Alain Daniélou, il représente les principes chevaleresques, la noblesse, les règles de la société.
Dans les Taittirīya Brāhmana et dans les Pañcavimśa Brahmana, la galaxie de la Voie lactée s'appelle Aryamņáh pánthāh, c'est-à-dire le « chemin d'Aryaman », apparemment à cause du rôle de ce dieu en tant que roi des Pères ancestraux.